# Operacja Danny
Operacja Danny (hebr. מבצע דני, Miwca Dani) – izraelska operacja wojskowa przeprowadzona podczas I wojny izraelsko-arabskiej w dniach 10-18 lipca 1948 roku przeciwko jordańskiej armii i arabskim milicjom. Operacja była prowadzona na wschód od Tel Awiwu, z przedłużeniem działań operacyjnych w kierunku strategicznego wzgórza Latrun, na którym pozycje zajęli jordańscy żołnierze z Legionu Arabskiego blokując żydowską komunikację z Jerozolimą. Celem operacji było utworzenie korytarza komunikacyjnego i wznowienie konwojów do Jerozolimy. Izraelczycy ponieśli częściowe zwycięstwo, osiągając wszystkie założone cele z wyjątkiem zdobycia Latrun.

## Tło wydarzeń

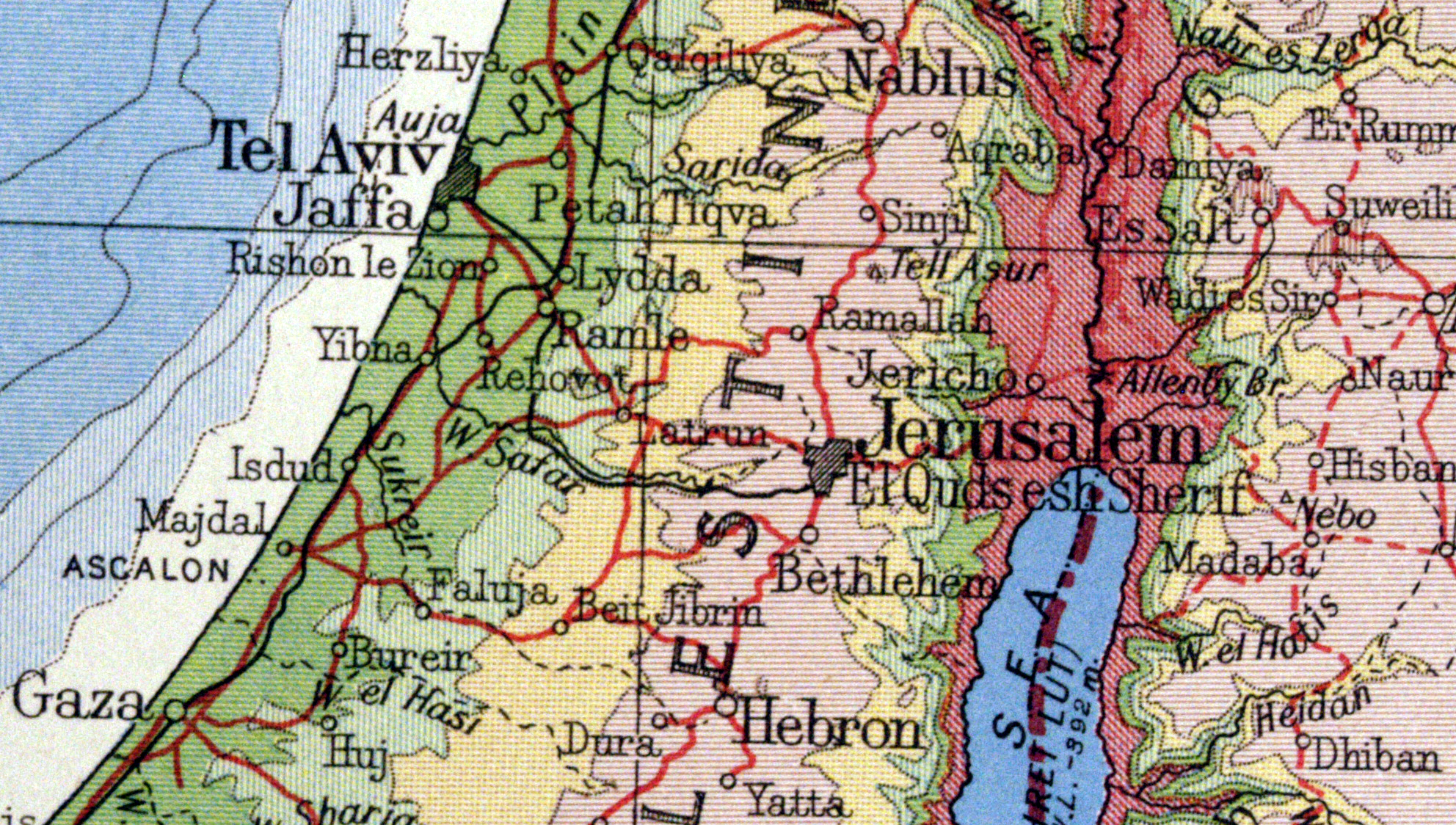
Droga z Tel Awiwu do Jerozolimy, z widocznymi miastami Lidda i Ramla

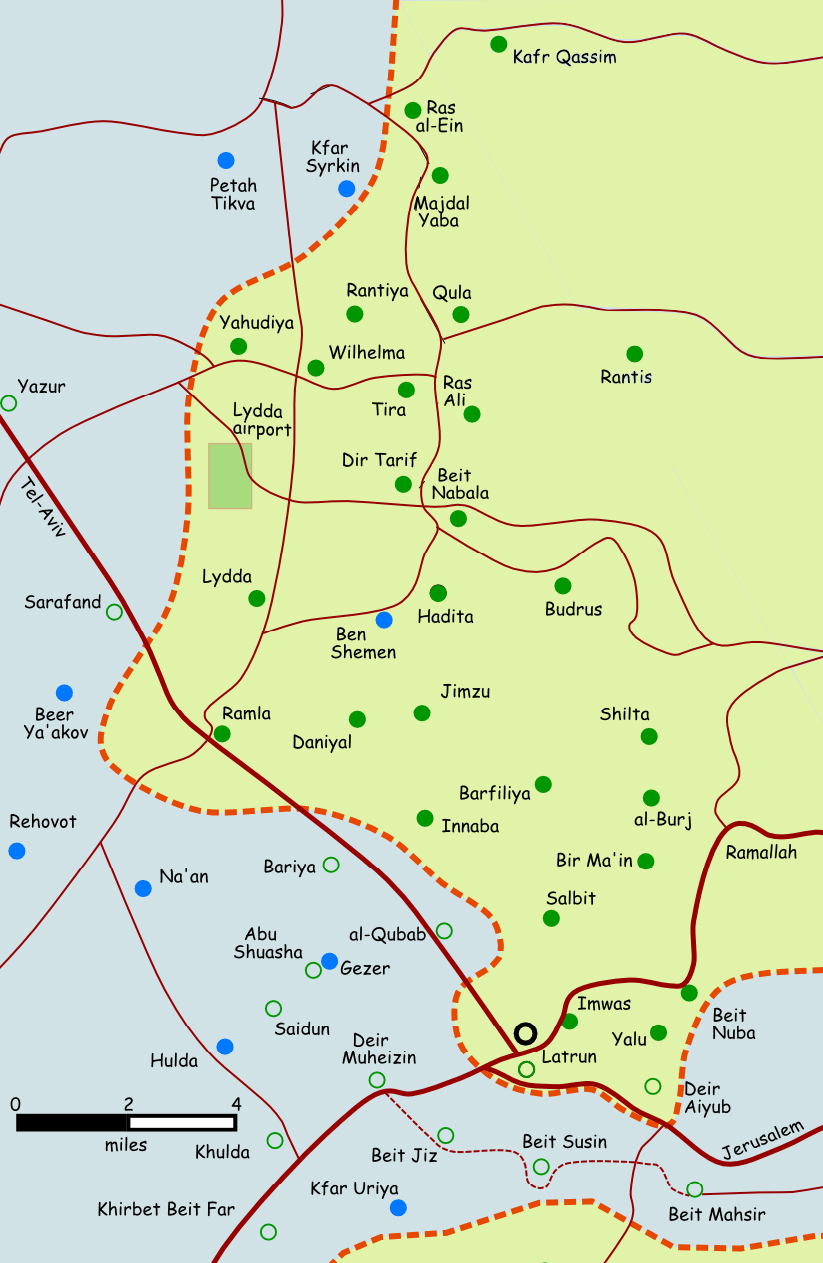
Mapa obszaru na którym prowadzono operację Danny

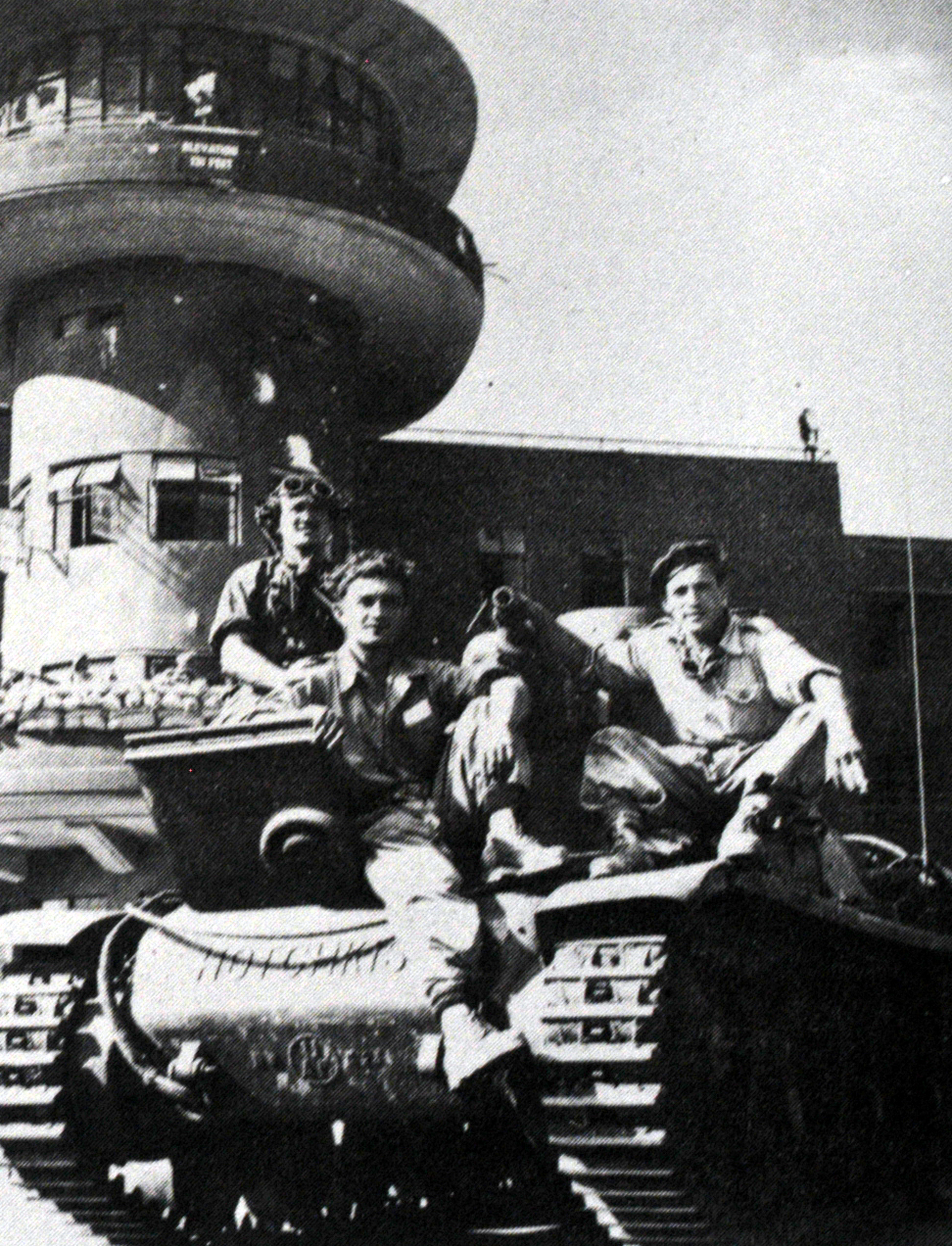
Żołnierze 8 Brygady Pancernej w Lidda

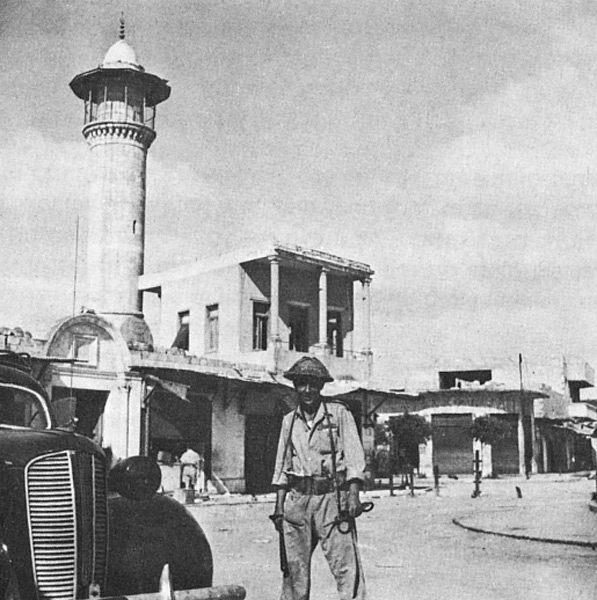
Żydowski żołnierz w centrum Liddy

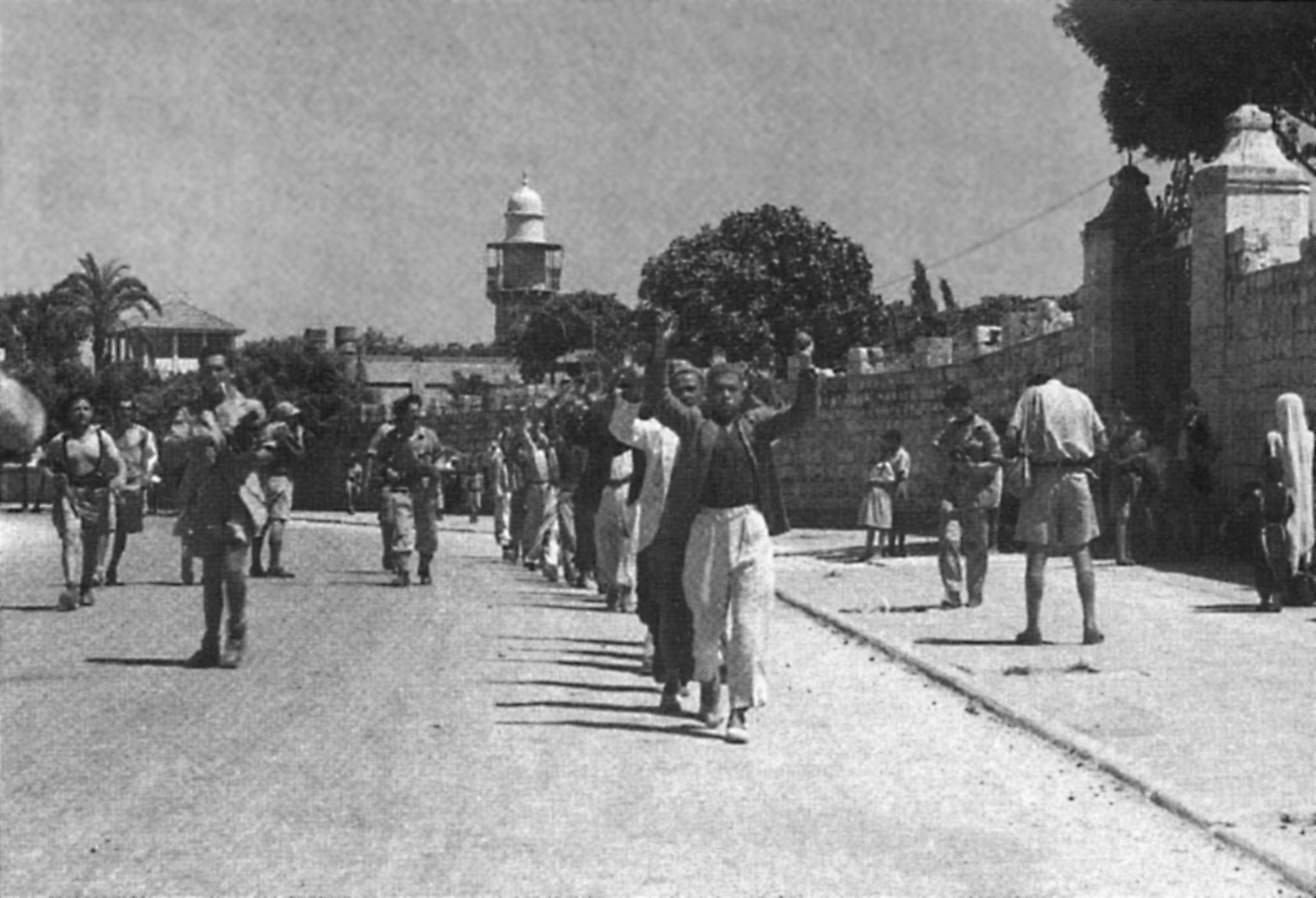
Arabscy jeńcy na ulicach Ramli

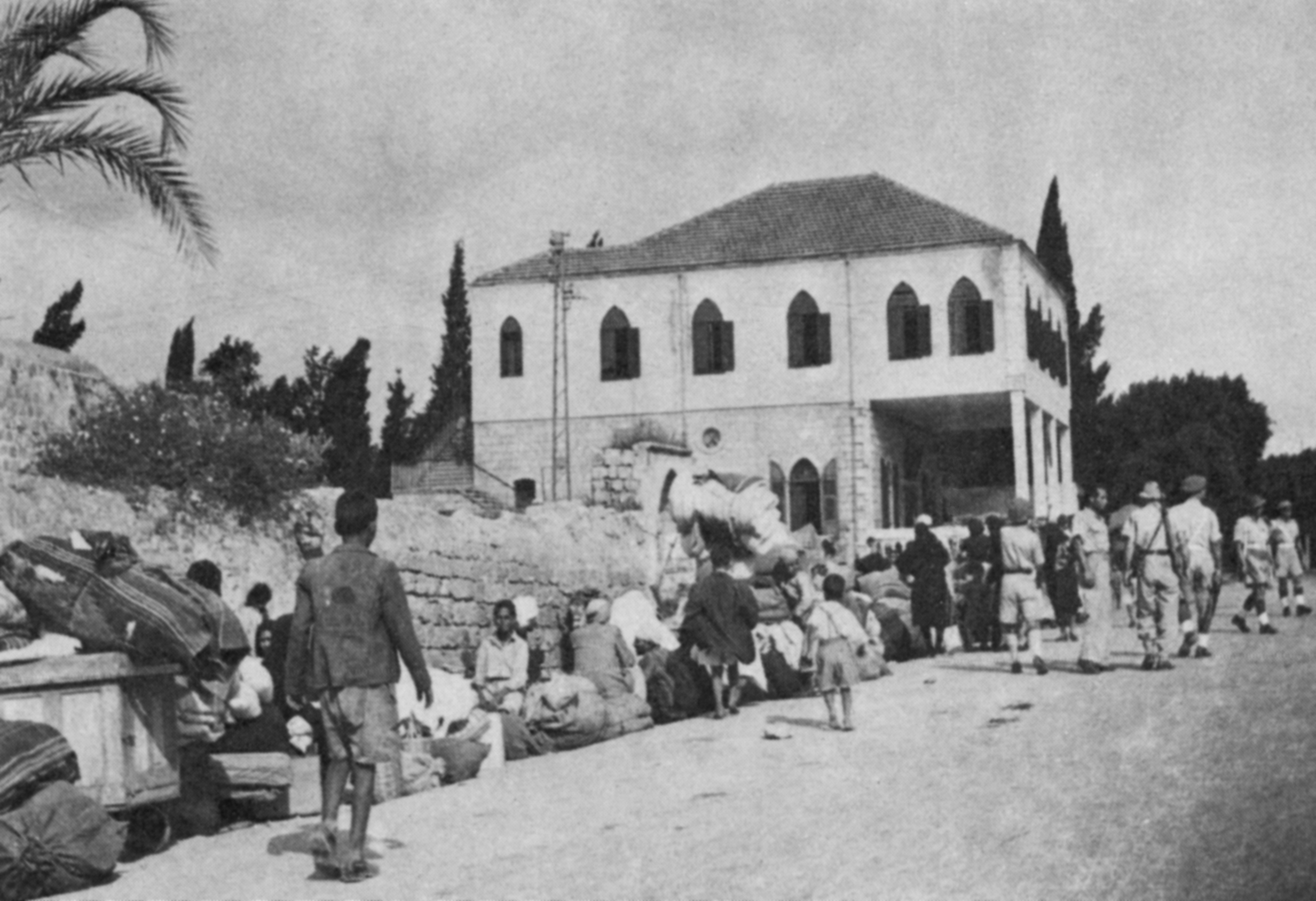
Exodus mieszkańców Ramli

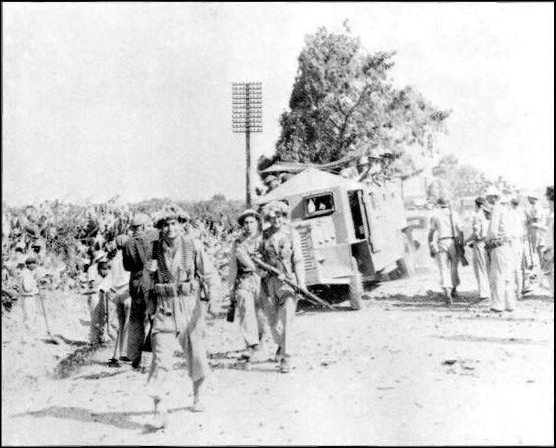
Żydowscy żołnierze w rejonie Liddy i Ramli

W maju 1948 roku w Palestynie rozpoczęła się I wojna izraelsko-arabska, która była kontynuacją wojny domowej w Mandacie Palestyny (1947–1948). W przeciwieństwie do wojny domowej, była to typowa wojna o charakterze konwencjonalnym, w którym zaangażowało się szereg państw arabskich. Na froncie centralnym większość najcięższych walk toczyła się wokół strategicznego wzgórza Latrun, które było położone w Dolinie Ajalon, na pograniczu Szefeli i Wyżyny Judejskiej. Wznosi się ono nad strategiczną drogą łączącą Jerozolimę z nadmorską równiną Szaron. Dodatkowo przebiega tędy druga strategicznie ważna droga, łącząca Strefę Gazy z Ramallah w Samarii. Wzgórze Latrun jest położone w odległości 15 kilometrów na zachód od Jerozolimy i 14 km na południowy wschód od Ramli. Strategiczne znaczenie tego miejsca była bardzo dobrze znane już od Starożytności. Rozumiejąc, że ten kto kontroluje wzgórze Latrun, kontroluje również komunikację z Jerozolimą, od pierwszych dni wojny domowej w Mandacie Palestyny Arabowie skoncentrowali większość swoich wysiłków na zablokowaniu żydowskiej komunikacji z Jerozolimą. Na samym początku I wojny izraelsko-arabskiej, w dniu 15 maja do dawnego Mandatu Palestyny wkroczył jordański Legion Arabski. Jego 4 Regiment dowodzony przez Habis al-Madżali zajął 18 maja rejon Latrun. W ten sposób żydowska komunikacja z Jerozolimą została całkowicie przerwana. Sytuacja społeczności żydowskiej w Jerozolimie stała się bardzo ciężka. Zapasy żywności, lekarstw, wody, a także uzbrojenia i amunicji, zaczęły gwałtownie maleć. W obawie, że bez dostaw zaopatrzenia Jerozolima upadnie, siły żydowskie przeprowadziły w dniach 24-25 maja operację Bin Nun Alef, następnie w dniach 30-31 maja operację Bin Nun Bet, w dniach 8-9 czerwca operację Joram. Wszystkie zakończyły się taktyczną i strategiczną klęską Izraelczyków. Jedynym sukcesem było otworzenie Drogi Birmańskiej, którą dostarczano zaopatrzenie do Jerozolimy.
W okresie od 11 czerwca do 8 lipca 1948 roku w Palestynie obowiązywał pierwszy rozejm. Pomimo utrzymania linii frontu, sytuacja Izraelczyków była trudna i niezwykle skomplikowana. Dla izraelskiego dowództwa kwestia utrzymania Jerozolimy była priorytetowym zadaniem. Szefem Centralnego Dowództwa był generał Cwi Ajalon, który bardzo dobrze zdawał sobie sprawę z trudności swego położenia. Najsłabszy odcinek izraelskiej obrony znajdował się właśnie na centralnym froncie. Górzysta Droga Birmańska była trudna do pokonania, a ilość przewożonych towarów była niewystarczająca dla Jerozolimy. Droga była zagrożona infiltracją przeciwnika i atakami arabskich milicji, które posiadały zaplecze w postaci arabskich wiosek i ich mieszkańców. Szczególnie ważne strategiczne miejsca zajmowały miasta Lidda i Ramla, które były położone przy skrzyżowaniu najważniejszych dróg w centralnej części Palestyny. Dodatkowo w Lidzie znajdował się główny węzeł kolejowy Palestyny, a na północ od miasta znajdowała się była brytyjska baza lotnicza Lidda. Dodatkowo, w rejonie Latrun znajdowały się dobrze ufortyfikowane siły Legionu Arabskiego, których ewentualny atak stanowiły bardzo poważne zagrożenie dla całego obszaru obronnego Tel Awiwu. Cwi Ajalon, zdając sobie sprawę z kruchości rozejmu, rozpoczął ze swoim sztabem przygotowywać plan działań na wypadek wznowienia walk.
Przedstawiony plan początkowo nosił nazwę operacji Larlar, od pierwszych liter miast, które miały być zajęte: Lidda, al-Ramla, Latrun i Ramallah. Później zmieniono jej nazwę na operacja Danny. W pierwszej fazie operacji zakładano zajęcie arabskich wiosek oraz miast Lidda i Ramla, w których znajdował się największy węzeł kolejowy Palestyny oraz port lotniczy Lidda. Miejscowa ludność miała zostać wysiedlona, aby w ten sposób pozbawić arabskie milicje zaplecza. Miasto Ramla było jedną z największych przeszkód blokujących swobodę komunikacji żydowskiej w tym rejonie. Arabskie milicje działające z Liddy i Ramli wielokrotnie zadały ciężkie straty siłom żydowskim. Stąd zajęcie tych miast wydawało się niezbędnym krokiem do osiągnięcia zamierzonych celów operacji. W drugiej fazie zakładano zajęcie fortu Latrun i kontynuowanie natarcia w kierunku na Ramallah, aby w ten sposób wyprzeć siły Legionu Arabskiego z okolic Jerozolimy. Do przeprowadzenia tej operacji wyznaczono część sił z pięciu brygad, liczące ogółem 6 tys. żołnierzy.
Zawieszenie broni zostało zerwane 8 lipca 1948 roku przez Egipcjan, którzy zajęli kilka ważnych strategicznie punktów na pustyni Negew. W odpowiedzi izraelskie dowództwo wydało rozkaz do rozpoczęcia operacji Danny.

## Układ sił

### Siły arabskie
W odróżnieniu od innych państw arabskich, Transjordania zdecydowanie opowiadała się za przedłużeniem zawieszenia broni. Postawa ta znalazła swoje odbicie w niezrealizowaniu zamówień dostarczenia uzupełnień dla Legionu Arabskiego. Samo wznowienie walk zostało przywitane z wielkim niezadowoleniem, a król Abdullah i jordański premier Taufik Abu al-Huda wystąpili nawet do Wielkiej Brytanii, aby wpłynęła na Radę Bezpieczeństwa ONZ w celu nałożenia sankcji na państwa, które złamały rozejm. Generał John Bagot Glubb dysponował tymi samymi siłami Legionu Arabskiego, i z racji ograniczonych rezerw amunicji nie planował żadnych działań ofensywnych.
Rejonu miast Lidda i Ramla broniły siły Arabskiej Armii Wyzwoleńczej, liczące około 1000 arabskich ochotników. Arabski Komitet Narodowy już przed wybuchem wojny nabył broń, prowadził szkolenia ochotników, rekwirował pojazdy i organizował usługi medyczne w obu miastach. Wielkość sił arabskich milicji działających na tym obszarze ocenia się na około 1 tys. ochotników, którzy byli uzbrojeni w karabiny, pistolety maszynowe, 15 karabinów maszynowych, 5 ciężkich karabinów maszynowych, 25 armat przeciwpancernych, oraz dwa lub trzy samochody pancerne uzbrojone w karabiny maszynowe. Dodatkowo w Liddzie znajdowało się 125 jordańskich żołnierzy z 5 Kompanii Piechoty, a całością obrony dowodził emerytowany sierżant z Legionu Arabskiego. Arabski oficer został mianowany wojskowym gubernatorem obu miast.
W obszarze przyszłych walk znajdowały się trzy jordańskie bataliony piechoty z 4 Regimentu dowodzonego przez pułkownika Habis al-Madżali. Na samym początku rozejmu, najbardziej zmęczony walkami 5 Batalion opuścił rejon Latrun w celu reorganizacji. Po powrocie zajął on pozycje na linii Biddu – An-Nabi Samu’il. Zluzowany został w ten sposób 1 Batalion, który przeszedł do sił odwodu stacjonujących na północ od Nablusu. 4 Batalion również opuścił Latrun, i po odpoczynku zajął pozycje obronne na wzgórzach na północ od Sza’ar ha-Gaj. Rejon fortu brytyjskiej policji Latrun obsadził 2 Batalion. Do obrony wysuniętych miast Lidda i al-Ramla skierowano 5 kompanię, którą wzmocniono 500 ochotnikami. Siły te nie dysponowały czołgami. Każdy z batalionów dysponował około 14 pojazdami opancerzonymi. Artylerię stanowiło 8 haubic 25-funtowych, 8 armat 6-funtowych, 10 przeciwpancernych armat 2-funtowych i 16 moździerzy. Całością sił jordańskich dowodził John Bagot Glubb. Dodatkowo we wsi Madżdal Jaba stacjonował iracki batalion piechoty.

### Siły żydowskie
Zadanie przeprowadzenia operacji Danny otrzymał Jigal Allon, a jego zastępcą był Icchak Rabin. Aby osiągnąć zamierzone cele pod ich dowództwo powierzono pięć brygad. Były to Brygada „Harel” dowodzona przez Josefa Tabenkina, i przerzucona z północy Brygada Jiftach dowodzona przez Szulamit Cohena. Obie te brygady w owym czasie dysponowały pięcioma batalionami piechoty. Nowo powstała 8 Brygada Pancerna posiadała dwa bataliony (82 Batalion czołgów i 89 Batalion Zmechanizowany komandosów – dowodził nią Jicchak Sade). Siły pancerne posiadały dwa czołgi Cromwell i pięć lekkich czołgów Hotchkiss H-35, oraz 30 samochodów opancerzonych różnych typów. Dodatkowo do operacji wyznaczono po jeden batalion z Brygady Aleksandroni i dwa bataliony Brygady Kirjati. Wsparcie zapewniało 30 dział artylerii. Działającą dotychczas na centralnym froncie 7 Brygadę Pancerną przerzucono na północ. Ogółem w operacji miało wziąć udział około 6 tys. żołnierzy, w tym wielu z elitarnych jednostek Palmach.
Plan operacji zakładał, że w pierwszej kolejności nastąpi okrążenie arabskich miast Lidda i al-Ramla. Odcięto by w ten sposób możliwość udzielenia pomocy obrońcom przez główne siły Legionu Arabskiego. W celu okrążenia obu miast, z północnego zachodu miała nacierać 8 Brygada Pancerna, a od południowego zachodu Brygada Jiftach. Brygady Kirjati zabezpieczała południowo-wschodnią flankę atakujących sił, natomiast Brygada „Harel” otrzymała zadanie utworzenia linii obronnej na wschód od miast i powstrzymanie ewentualnych jordańskich kontrataków. Obie brygady przeznaczone do przeprowadzenia natarcia miały spotkać się we wsi Ben Szemen, gdzie zamierzano zamknąć okrążenie. Stąd miało być także wyprowadzone natarcie na miasto Liddę, a następnie al-Ramlę.

## Przebieg operacji

### Pierwsza faza
Operacja rozpoczęła się w nocy z 9 na 10 lipca 1948 od nalotu izraelskich samolotów na miasta Lidda i Ramla. Bombardowanie było obliczone na wywołanie paniki wśród ludności cywilnej i obniżenie morale obrońców. Równocześnie Brygada Kirjati ostrzelała pozycje jordańskie w rejonie miasta al-Ramla i przeprowadziła kilka drobnych działań dywersyjnych, obliczonych na odciągnięcie uwagi od głównego celu operacji.
W nocy z 9 na 10 lipca natarcie z północnego zachodu rozpoczęła 8 Brygada Pancerna. Jej dowódca, Jicchak Sade, podzielił swoje siły na dwie kolumny: (1) 82 Batalion czołgów wspierany przez 44 Batalion piechoty z Brygady Kirjati ruszył na opuszczoną brytyjską bazę lotniczą Lidda, wieś Dajr Tarif i dawną bazę wojskową przy wiosce Bajt Nabala; (2) 89 Batalion zmechanizowany wspierany przez 33 Batalion z Brygady Aleksandroni ruszyły na wioski Kula i al-Tira, by następnie skręcić w kierunku wioski Bajt Nabala. Pierwsza kolumna stanowiła trzon nacierających sił, podczas gdy druga kolumna stanowiła ochronę północno-wschodniego skrzydła wojsk. Natarcie było realizowane pod osłoną nocy i napotykało na większy opór Arabów. Jeszcze przed północą zajęto wieś Dajr Tarif, a w następnych godzinach al-Tirę. Już za dnia dziennego zajęto wioski Rantija, Wilhelma, Kula i opuszczoną brytyjską bazę lotniczą Lidda. Tymczasem Jordańczycy pośpiesznie przegrupowali swój najlepszy 1 Batalion Legionu Arabskiego, który rozpoczął kontratakować celem odbicia wiosek Dajr Tarif i Bajt Nabala. Związał on walką żydowski 89 Batalion zmechanizowany. Tymczasem od południa nacierał 1 Batalion Brygady Jiftach. Napotkał on na opór około 200 arabskich ochotników we wsi Innaba. Po jej zdobyciu kontynuowano natarcie zajmując kolejne wioski Danijal, Kharruba i Jimzu. Wioski były opuszczone, a żydowscy żołnierze natychmiast po ich zajęciu, przystępowali do wysadzania domów. W godzinach popołudniowych 1 Batalion dotarł do wyznaczonego celu w Ben Szemen i przystąpił do zabezpieczania wschodniego skrzydła frontu w rejonie wioski Budrus. Równocześnie do walki włączył się 3 Batalion, który szybkim marszem dotarł w rejon Ben Szemen i zajął pozycje w gotowości do ataku na miasto Lidda. Oczekiwano przy tym na dotarcie 82 Batalionu czołgów, który miał uczestniczyć w szturmie na miasto. Jego natarcie było jednak powolne, ponieważ część czołgów i pojazdów opancerzonych cierpiała na liczne usterki techniczne. Mocno to spowolniło tempo natarcia.
Rankiem 11 lipca dowództwo zdecydowało, że 3 Batalion Brygady Jiftach przeprowadzi samodzielne natarcie na Liddę, natarcie utknęło jednak w winnicach Hztim, już na terenie miasta. Izraelskie samoloty rozrzuciły wówczas nad oboma miastami ulotki wzywające mieszkańców do poddania się. Przywódcy społeczności arabskiej w Ramli obawiali się możliwości pogromu mieszkańców i w obliczu nacierających wojsk żydowskich podjęli decyzję o poddaniu się oraz wpuszczeniu do miasta wojsk izraelskich, które zgodnie z zawartym następnym porozumieniem miały nałożyć na miasto godzinę policyjną. Jednak przebywający w mieście arabscy ochotnicy odmówili podporządkowania się decyzji o poddaniu miasta i zapowiedzieli kontynuację walki. Tymczasem na północy, po odparciu wszystkich jordańskich ataków, dowodzący 89 Batalionem zmechanizowanym Mosze Dajan bez porozumienia z dowództwem, pozostawił na liniach obronnych jedną kompanię, a na czele pozostałych dwóch kompanii ruszył w kierunku moszawu Kerem Ben Szemen. Osłabienie te wykorzystali Jordańczycy, którzy przeprowadzili jeszcze jeden kontratak i odbili wieś Dajr Tarif, tworząc w ten sposób wyłom w pozycjach izraelskich i stwarzając zagrożenie dla wschodniego skrzydła głównych sił żydowskich. Około godziny 16:00, w rejon Ben Szemen dotarli komandosi z 89 Batalionu. Jigal Allon zdecydował się użyć ich do szturmu na miasto Lidda. Mosze Dajan przeprowadził wówczas bardzo ryzykowny manewr. Załadował on 150 żołnierzy na 8 jeepów, 6 ciężarówek oraz jeden pojazd półgąsienicowy. Taką kolumną zmechanizowaną objechał pozycje arabskie i z innej strony wdarł się do miasta. Kolumna pojazdów przejechała przez oba miasta strzelając do wszystkich napotkanych ludzi, wywołując zamieszanie wśród arabskich obrońców. Dotarcie do stacji kolejowej Ramla zajęło im 47 minut. Izraelczycy podczas tej „szarży” stracili 9 zabitych i 21 rannych, natomiast po stronie arabskiej było ponad 100 zabitych. Wysoka liczba arabskich ofiar wynikała głównie z faktu, że izraelscy żołnierze nosili kefije, a na samym przedzie kolumny jechał samochód pancerny zdobyty na Legionie Arabskim. Wielu mieszkańców mogło myśleć, że są to siły jordańskie wkraczające do miasta. Było to powodem, że wielu arabskich ochotników wychodziło na ulice aby przywitać nadciągające posiłki. Oszołomieni całym rajdem jordańscy żołnierze z 5 kompanii, opuścili pozycje obronne i skupili się w posterunku policji (fort Tegart) w Liddzie. Decyzja ta miała jednak bardzo zły wpływ na pozostałych obrońców, ponieważ dzięki niej do miasta wkroczył teraz 3 Batalion Brygady Jiftach, przełamując do wieczora resztki oporu. Wieczorem izraelscy dowódcy przeprowadzili rozmowy z przywódcami społeczności arabskiej w sprawie formalnej kapitulacji. Natomiast jordańscy żołnierze apelowali do swojego dowództwa o przysłanie posiłków na pomoc. W godzinach nocnych sytuacja w mieście była niezwykle skomplikowana. Nieliczni izraelscy żołnierze znajdujący się pośrodku dużej arabskiej społeczności czuli się bardziej jak więźniowie, niż zdobywcy miasta. Ich pozycje były nieustannie ostrzeliwane przez arabskich snajperów ukrywających się po domach. Dowództwo izraelskiej operacji usiłowało w jakiś sposób pomóc własnym żołnierzom, i poleciło siłom Brygady „Ecjoni” aby przeprowadziły działania dywersyjne w obszarze Jerozolimy, i w ten sposób odciągnąć uwagę dowództwa Legionu Arabskiego. W rezultacie zajęta została i wysiedlona arabska wieś Al-Dżura.
Rankiem 12 lipca doszło do starcia 32 Batalionu Brygady Aleksandroni z irackim batalionem w rejonie wioski Madżdal Jaba. Walki te toczyły się w ramach prowadzonej równolegle operacji Betek (11-12 lipca). Natomiast na wschód od miasta Lidda zajęto wioski al-Muzajri’a i al-Hadiha, w których utworzono wysuniętą linię obrony na wypadek kontrataku Legionu Arabskiego. Przed południem żołnierze Brygady Kirjati rozpoczęli wkraczanie do miasta al-Ramla (delegacja przywódców społeczności arabskiej poddała miasto). Dla dalszych losów mieszkańców obu miast najważniejszym był jednak rajd przeprowadzony około godziny 11:30 przez trzy jordańskie samochody pancerne dowodzone przez por. Hamadallaha al-Abdullaha. Dotarły one od wschodu do przedmieści Liddy i otworzyły ogień zabijając 2 izraelskich żołnierzy oraz raniąc 12 kolejnych. Wymiana ognia trwała około trzydziestu minut, po czym jordańskie pojazdy wycofały się. Mieszkańcy miasta uznali jednak, że odgłosy walki oznaczają frontalny atak Legionu Arabskiego. Będąc o tym przekonani, zaczęli strzelać z okien i dachów do izraelskich żołnierzy, których straty zaczęły gwałtownie rosnąć. Żołnierze 3 Batalionu Brygady Jiftach wpadli w panikę i odpowiedzieli ogniem, strzelając do wszystkich napotkanych ludzi. Ich odczucia zagrożenia mogły być uzasadnione, ponieważ stanowili grupę około 400 żołnierzy otoczonych pośrodku wrogiego miasta przez co najmniej 40 tys. Arabów. Dowodzący Mosze Kelman kazał żołnierzom strzelać do każdego wrogiego celu poruszającego się po ulicach. Podczas dochodzenia zeznał, że nie miał wyboru, ponieważ nie było szans na dotarcie posiłków, a ostrzał był prowadzony ze wszystkich stron i nie można było określić kierunku ataku. W trakcie bitewnego zamieszania, izraelscy żołnierze wrzucali do domów granaty aby wypędzić z nich ukrywających się snajperów, a następnie strzelali do wybiegających mieszkańców. Raport sporządzony przez oficera wywiadu Jeruham Cohena ocenił liczbę zabitych Arabów na 250 zabitych. Palestyński historyk Aref al-Aref podaje dużo wyższe liczby: 426 zabitych, w tym 179 którzy zginęli w meczecie Dahmash. Zdarzenie to nazwano masakrą ludności cywilnej. Historyk Benny Morris podaje, że dzień wcześniej tysiące muzułman zebrało się w dwóch meczetach. Podczas walk ulicznych w mieście, izraelscy żołnierze zaczęli wyprowadzać chrześcijan do pobliskiego klasztoru prawosławnego, pozostawiając w meczecie muzułmanów obawiających się masakry. Gdy niektórzy z nich zaczęli uciekać, żołnierze omyłkowo otworzyli ogień. W zamieszaniu na dziedziniec meczetu wrzucono granaty i wystrzelono pociski przeciwpancerne. Historycy Alon Kadish i Avraham Sela piszą, że przy meczecie doszło do strzelaniny. Z jego wnętrza padły strzały, na co Izraelczycy odpowiedzieli ogniem. Odpalony pocisk przeciwpancerny zabił około 30-95 osób przebywających wewnątrz (tak duża rozbieżność danych wynika z dużych różnic w relacjach naocznych świadków). Po kilku godzniach walk powstanie w Liddzie zostało stłumione.
Tymczasem w forcie policji w centrum Liddy nadal przebywali jordańscy żołnierze. Legion Arabski nie mógł przyjść im z pomocą, a głównodowodzący John Bagot Glubb nakazał 5 kompanii wycofanie się z miasta. Rozkaz ten został wykonany w nocy z 12 na 13 lipca. Jordańczycy wymknęli się z miasta, wykorzystując luki w liniach żydowskich. W trakcie tej samej nocy, siły izraelskie zajęły wieś Abu al-Fadl położoną na zachód od Ramli. Tymczasem część sił Brygady „Harel” przeszła Drogą Birmańską w rejon Jerozolimy i zajęły wioski Suba, al-Lawz, Sara oraz Sataf. Rankiem 13 lipca izraelskie dowództwo nakazało przymusową ewakuację mieszkańców miast Lidda i Ramla. Cywile szli pieszo niosąc na rękach swój dobytek i dzieci. Najpierw szli siedem kilometrów do wsi Bajt Nabala, następnie kolejnych dwanaście do wsi Barfilija. Marsz odbywał się podczas bardzo wysokich temperatur. Ludzie najpierw porzucali dobytek, następnie umierały osoby starsze, schorowane i dzieci. Zginęło około 350 osób. Dopiero po dotarciu do jordańskich linii, cywile byli przewożeni ciężarówkami do Ramallah. W ciągu dwóch dni w ten sposób wysiedlono około 50 tys. mieszkańców. W Liddzie i Ramli pozostało zaledwie 2,3 tys. Arabów. W opuszczonych miastach doszło do przypadków rabunku pozostawionego mienia arabskiego. Dawid Ben Gurion na wieść o tym nakazał natychmiast karnie wycofać z miast 3 Batalion. Sytuacja rodziła jednak potrzebę znalezienia trwałego rozwiązania problemu porzuconego mienia arabskiego. Ben Gurion zdecydował się więc powołać administrację wojskową Terytoriów Okupowanych, na czele której stanął generał Awner Elimelech. Dysponował on oddziałem żołnierzy, którzy posiadali prawo otwierania ognia do osób rabujących pozostawione mienie.

### Druga faza
Po zajęciu Liddy i al-Ramli, dowództwo izraelskie miało płynnie przejść do realizacji drugiej fazy operacji Danny. Wszystkie oddziały znajdowały się na pozycjach wyjściowych i oczekiwały na rozkazy, aby móc kontynuować natarcie w kierunku Ramallah. Po przeciwnej stronie znajdował się Legion Arabski, którego zapasy amunicji znajdowały się na wyczerpaniu. John Bagot Glubb informował króla Abdullaha, że w przypadku kontynuowania żydowskiego natarcia, jedynym rozwiązaniem będzie rozpocząć wycofywanie wojsk za linię rzeki Jordan. W przeciwnym razie, kolejne jednostki będą wyczerpywać amunicję i pod naporem wojsk żydowskich będą ulegać zniszczeniu. W obliczu całkowitej klęski czyniono rozpaczliwe próby pozyskania amunicji. Syria, Irak i Egipt zobowiązały się dostarczyć pewne ilości uzupełnień, jednak z powodów logistycznych wymagało to czasu. Równocześnie jordańscy dyplomaci usiłowali wymóc na Wielkiej Brytanii dostarczenie zaopatrzenia Legionowi Arabskiemu, jednak Brytyjczycy byli nieugięci i utrzymali embargo na dostawy broni na Bliski Wschód.
Sytuacja po stronie żydowskiej uległa jednak mocnej zmianie. Na froncie południowym trwała operacja An-Far (9-15 lipca), która przekształciła się w ciężkie walki obronne toczone przez Brygadę Giwati. Załamanie się linii obronnych na południu wiązałoby się z koniecznością natychmiastowego przerzucenia posiłków. Izraelczycy praktycznie nie dysponowali żadnymi rezerwami, a więc decyzja taka wiązałaby się z koniecznością uszczuplenia sił na froncie centralnym. Oznaczałoby to postawienie dużego znaku zapytania nad dalszą możliwością kontynuowania operacji Danny. I tak tutejsze siły zostały mocno zmniejszone przez wycofanie z linii walki 8 Brygady Pancernej. W trakcie dotychczasowych walk większość czołgów 82 Batalionu doznała różnych usterek technicznych, których naprawa miała zająć około tygodnia czasu. Podjęto więc decyzję, że 89 Batalion zmechanizowany Mosze Dajana zostanie przegrupowany na front południowy. Dodatkowym poważnym problemem było pojawienie się bardzo dużego zagrożenia dla bezpieczeństwa Drogi Birmańskiej, będącej jedyną linią komunikacyjną łączącą Jerozolimę z pozostałą częścią kraju. Na południe od tej strategicznej drogi znajdowała się arabska wieś Artuf, w której rejonie niespodziewanie pojawiła się egipska kompania ciężkiej artylerii chroniona przez ochotników z Bractwa Muzułmańskiego. Dodatkowo Jordańczycy skierowali w ten obszar 135 swoich żołnierzy z 12 kompanii, wcześniej operującej w rejonie Hebronu. Wielkość tych sił stanowiła realne zagrożenie dla Drogi Birmańskiej, i izraelskie dowództwo musiało przegrupować Brygadę „Harel”. Poza ochroną Drogi Birmańskiej postawiono jej zadania poszerzenia korytarza komunikacyjnego poprzez zajęcie i wysiedlenie wiosek arabskich położonych na południe od drogi. Wszystkie te działania odciągały w czasie rozpoczęcie drugiej fazy operacji Danny. Przy tym wszystkim izraelskie dowództwo nie posiadało żadnych wywiadowczych informacji o rzeczywistej sytuacji Legionu Arabskiego – o dyslokacji jednostek, problemach z zaopatrzeniem i trudnej sytuacji dowództwa. Wojska jordańskie przez cały czas spostrzegano jako silnego i niezwykle niebezpiecznego przeciwnika. Dawid Ben Gurion zdawał sobie przy tym sprawę, że nieuchronnie zbliża się czas narzucenia przez Radę Bezpieczeństwa ONZ kolejnego zawieszenia broni, a więc, jeśli chciano znaleźć jakieś rozstrzygnięcia, należało jak najszybciej rozpocząć działania operacyjne. Zmieniono więc cele postawione przed drugą fazą operacji Danny, rezygnując z ofensywy na Ramallah i wyrzucenia wojsk jordańskich z Palestyny. Jigal Allon otrzymał rozkaz zdobycia fortu Latrun i sąsiedniej strategicznie położonej wioski Imwas, a następnie udrożnienia tradycyjnej drogi komunikacyjnej do Jerozolimy. W tym celu rozpoczęła się dyslokacja oddziałów. Na własnych pozycjach pozostała Brygada Aleksandroni, broniąca północnej flanki na styku z wojskami irackimi i jordańskimi. Irakijczycy jednak nie angażowali się w walki, ograniczając swoje działania jedynie do sporadycznego ostrzału artyleryjskiego. Jednak sama obecność dużego zgrupowania wojsk irackich wymuszała na izraelskim dowództwie utrzymywanie linii obronnych rozciągających się od moszawu Kefar Sirkin po górę Karmel na północy. Brygada „Harel” przesunęła swoje kompanie w rejon zalesionych wzgórz położonych wokół Drogi Birmańskiej. Otrzymała ona także wzmocnienie w postaci jednego batalionu z Brygady „Ecjoni”. Główne natarcie na Latrun miały wykonać bataliony Brygady Kirjati i Brygady Jiftach.
Wykorzystując chwilową przerwę w walkach, żołnierze żydowskiej organizacji paramilitarnej Irgun zaatakowali 14 lipca położoną na południowy zachód od Jerozolimy arabską wieś al-Malha. Starcie przerodziło się w zaciętą walkę, w którą zaangażowano żołnierzy wchodzących w skład Brygady „Ecjoni”. Po ciężkich walkach wieś została zdobyta 15 lipca, jednak starcia w tym rejonie trwały jeszcze przez następny dzień. Mieszkańcy al-Malhy uciekli do pobliskiego miasta Betlejem. Działania te nie zmyliły jednak Jordańczyków. Dowódca wojsk jordańskich, generał John Bagot Glubb uważał, że główny nacisk kolejnej żydowskiej ofensywy będzie skierowany na wieś Bajt Sira, na kierunku natarcia na Ramallah. Dlatego John Bagot Glubb wycofał z obszaru Latrun dwie kompanie 2 Batalionu (zajęły pozycje przy Beit Sira) oraz 5 samodzielną kompanię piechoty (zajęła pozycje na Wzgórzu Radarowym). Poza tym, na linii Biddu – An-Nabi Samu’il pozycje zajmował 5 Batalion. Wzgórza na północ od Sza’ar ha-Gaj zajmował 4 Batalion, natomiast obszaru samego fortu Latrun bronił 2 Batalion. W odwodzie znajdowała się jedna kompania z 1 Batalionu. Izraelczycy przygotowali plan swojego natarcia w zupełnej nieświadomości dyslokacji sił jordańskich, co zostało okupione wysokimi stratami. Jigal Allon podzielił swoje siły na dwa zgrupowania, które miały wykonać natarcia podczas dwóch kolejnych nocy. W pierwszej nocy Brygada Harel miała przeprowadzić dywersyjny atak na Wzgórze Radarowe. Natomiast Brygada Jiftach miała zająć wieś Barfilija. Uderzenia te były obliczone na odwrócenie uwagi jordańskiego dowództwa od głównego celu natarcia. Pozostający w odwodzie 4 Batalion Brygady „Harel” miał utrzymać linię obronną al-Tira – Ben Szemen – Jimzu – al-Qubab – Khulda. W drugiej nocy Brygada Harel miała zaatakować fort Latrun od wschodu, natomiast Brygada Jiftach zająć wieś Beit Sira. Batalion rezerwowy miał w kluczowym momencie bitwy wejść na pole walki i zająć wieś Salbit, w celu zamknięcia okrążenia pozycji jordańskich w Latrun.
Pierwsze wyprzedzające działania rozpoczęto w nocy z 14 na 15 lipca, kiedy to Brygada Jiftach bardzo szybko opanowała wieś Barfilija. W następnej nocy, z 15 na 16 lipca rozpoczęto realizację drugiej fazy operacji Danny. Brygada Jiftach miała zająć skrzyżowanie przy wiosce Beit Sira, jednak żołnierze błędnie określili w ciemnościach swoją pozycję i pomyłkowo zajęli położone bardziej na południe wioski Al-Burdż i Bir Ma’in. W rejonie tym doszło do pierwszego starcia z jordańskimi żołnierzami, którzy szybko wycofali się. Pomyłka była niezwykle kosztowna, ponieważ atak na Beit Sirę miał sugerować, że głównym celem natarcia jest Ramallah, i skłaniać Jordańczyków do osłabienia obrony Latrun. Przesunięcie jednak nocnego natarcia bardziej na południe, wyraźnie wskazywało, że celem jest Latrun. Brygada Jiftach usiłowała naprawić swoją pomyłkę i rozpoczęła walki o wieś Beit Sira. Tymczasem izraelska artyleria rozpoczęła ostrzał fortu Latrun, a następnie 43 Batalion Brygady Kirjati zajął wieś Salbit. Sprawiało to wrażenie, że główne natarcie na Latrun będzie skierowane od północy, bądź zachodu. Główne natarcie rozpoczął jednak od południowego wschodu 6 Batalion Brygady „Harel”. Zajął on wioski Kasla, Dajr Amr i Iszwa. Rankiem z zajętych wzgórz dostrzeżono, że wszystkie jordańskie linie obronne pozostają na swoich miejscach. Jordańczycy przeprowadzili natychmiast kontratak, przeprowadzony siłami 3 kompanii 4 Batalionu, który wspierało kilka samochodów pancernych. Pod ich naporem Izraelczycy wycofali się, tracąc 23 zabitych i wielu rannych. Oznaczało to niepowodzenie ataku na fort policji, ponieważ z pozycji 6 Batalionu miał dalej nacierać 4 Batalion, który w tej sytuacji nie mógł wejść na pole bitwy. Tymczasem zaalarmowani Jordańczycy rozkazali rozlokowanemu bardziej na północ 1 Batalionowi zaatakowanie wioski Kula, z której po krótkiej walce wyparto Izraelczyków. Jordańscy żołnierze nie zamierzali jednak kontynuować natarcia i bardzo szybko wycofali się. Kiedy żydowscy żołnierze powrócili na swoje stanowiska, Jordańczycy pownowili atak. Takie utarczki w tym rejonie trwały do wieczora, kiedy to jordański 1 Batalion przegrupował się w rejon wioski Beit Sira. Obronę tych pozycji jordańskie dowództwo uważało za najważniejszą. Około godziny 17:30 Jordańczycy przeprowadzili kontratak na wieś al-Burj. Natarcie piechoty wspierało 12 transporterów opancerzonych. Izraelscy żołnierze zdążyli już jednak dobrze ufortyfikować swoje pozycje obronne i odparli natarcie, niszcząc przy tym dwa transportery. Straty żydowskie wyniosły 3 zabitych i 7 rannych, natomiast Jordańczycy stracili 30 zabitych i 50 rannych.
W nocy z 17 na 18 lipca, nie wykorzystany wcześniej w walce 4 Batalion Brygady Harel przeprowadził natarcie na południe od Drogi Birmańskiej, zajmując wioski Islin, Artuf. Tutejszy posterunek policji zajmowali wcześniej Egipcjanie, którzy teraz wycofali się, obawiając się, że podjęcie przez nich walki mogłoby oznaczać większą żydowską ofensywę i odcięcie ich od swoich głównych sił na południu. W ten sposób żydowscy żołnierze bez walki zabezpieczyli od południa Drogę Birmańską, a także przejęli kontrolę nad zachodnim fragmentem linii kolejowej prowadzącej z Tel Awiwu do Jerozolimy. W kolejnych godzinach Legion Arabski przeprowadził zdecydowany kontratak nacierając z rejonu Ramallah w kierunku na wieś Bajt Nabala. Jordańscy żołnierze wspierani przez samochody pancerne i ciężki ostrzał artyleryjski, wyparli Izraelczyków ze Wzgórza 318 i grzbietu górskiego Korichor. W bitwie Żydzi utracili 45 zabitych i musieli oddać drogę prowadzącą do Latrun. W ten sposób sytuacja stawała się coraz bardziej niekorzystna dla Izraelczyków.
Do frontalnego ataku na fort policji Latrun doszło na godzinę przed wejściem w życie drugiego zawieszenia broni w Palestynie. W dniu 18 lipca o godzinie 18:00 siły batalionu piechoty Brygady Jiftach wspierane przez artylerię i dwa czołgi Cromwell z 8 Brygady Pancernej rozpoczęły natarcie. Izraelscy żołnierze ukrywający się za czołgami zdołali dotrzeć na odległość 500 metrów od fortu, jednak około godziny 18:15 jeden z czołgów został wyeliminowany przez usterkę techniczną (pocisk zablokował się w zamku). Dowódca drugiego czołgu zdecydował, że nie pozostanie samemu na polu bitwy, i również wycofał się. Po naprawieniu zamka armatniego, atak wznowiono wieczorem około godziny 19:30. Po pół godzinie wstrzymano dalsze natarcie i wycofano żołnierzy. W tym natarciu zginęło 12 izraelskich żołnierzy.
Już po wejściu w życie zawieszenia broni, Izraelczycy zajęli wioski al-Latrun i Szilta. Jordańczycy oprotestowali jednak te działania i międzynarodowi obserwatorzy sił UNTSO zmusili żołnierzy żydowskich do wycofania się.

## Reakcje i następstwa
Operacja Danny zakończyła się bardzo dużym sukcesem strategicznym Izraelczyków. Pomimo że nie osiągnięto zakładanych pierwotnie celów, to znacząco poszerzono kontrolowany obszar, zajmując dwa kluczowe miasta – Liddę i Ramlę. Były to jedne z największych ośrodków przemysłowych kraju, w których znajdował się najważniejszy węzeł kolejowy Palestyny. Dodatkową zdobyczą było jedyne w kraju międzynarodowe lotnisko, które po wojnie przemianowano z Lidda na Lod. W wyniku wysiedlenia tutejszej ludności arabskiej zlikwidowano naturalne zaplecze Arabskiej Armii Wyzwoleńczej i zmniejszono zagrożenie dla obszaru miejskiego Tel Awiwu. Ważnym strategicznie sukcesem było także poszerzenie korytarza Drogi Birmańskiej.
Jordańczycy również spostrzegali operację jako swój własny sukces, ponieważ udało im się utrzymać najważniejsze pozycje obronne. Dowództwo Legionu Arabskiego z niecierpliwością jednak wyczekiwało wejścia w życie zawieszenia broni, ponieważ zapasy były na wyczerpaniu. Przedłużenie walk o kolejne dni mogło zakończyć się katastrofą dla Jordańczyków.